# Aija Andrejeva
Aija Andrejeva, znana pod pseudonimem Aisha (ur. 16 stycznia 1986 w Ogre) – łotewska piosenkarka, reprezentantka Łotwy podczas 55. Konkursu Piosenki Eurowizji (2010).

## Życiorys

### Kariera

#### Początki
Zadebiutowała na scenie muzycznej w wieku pięciu lat i zajęła drugie miejsce podczas konkursu talentów dla młodych Łotyszy. W 1997 wzięła udział w konkursie dla flecistów, rok później została dyrygentem orkiestry dętej. Jako czternastolatka otrzymała propozycję dołączenia do zespołu rockowego, jednak z powodu wagarów została odsunięta ze składu grupy. Niedługo potem przybrała pseudonim artystyczny Aisha, pod którym zajęła występować.

#### 2004–07:Fabrikas muzikālajā teātrii współpraca z Opus Pro
W 2004 wzięła udział w telewizyjnym reality show Fabrikas muzikālajā teātri, które ostatecznie wygrała. Po udziale w programie zespół Opus Pro (którego wokalistą był ojciec piosenkarki, Oleg Andrejev) zaprosił ją do udziału w swojej trasie koncertowej, w ramach której wystąpili m.in. na festiwalu Caines Beach Party w Lipawie. W tym samym roku zagrała w musicalu Tā ir jānotiek. W 2005 nagrała partie wokalne na płytę zatytułowaną Padodies Man grupy Credo. W lutym tego samego roku zagrała rolę Doroty w łotewskiej inscenizacji musicalu Czarnoksiężnik z Krainy Oz (Burvis no Oza zemes).

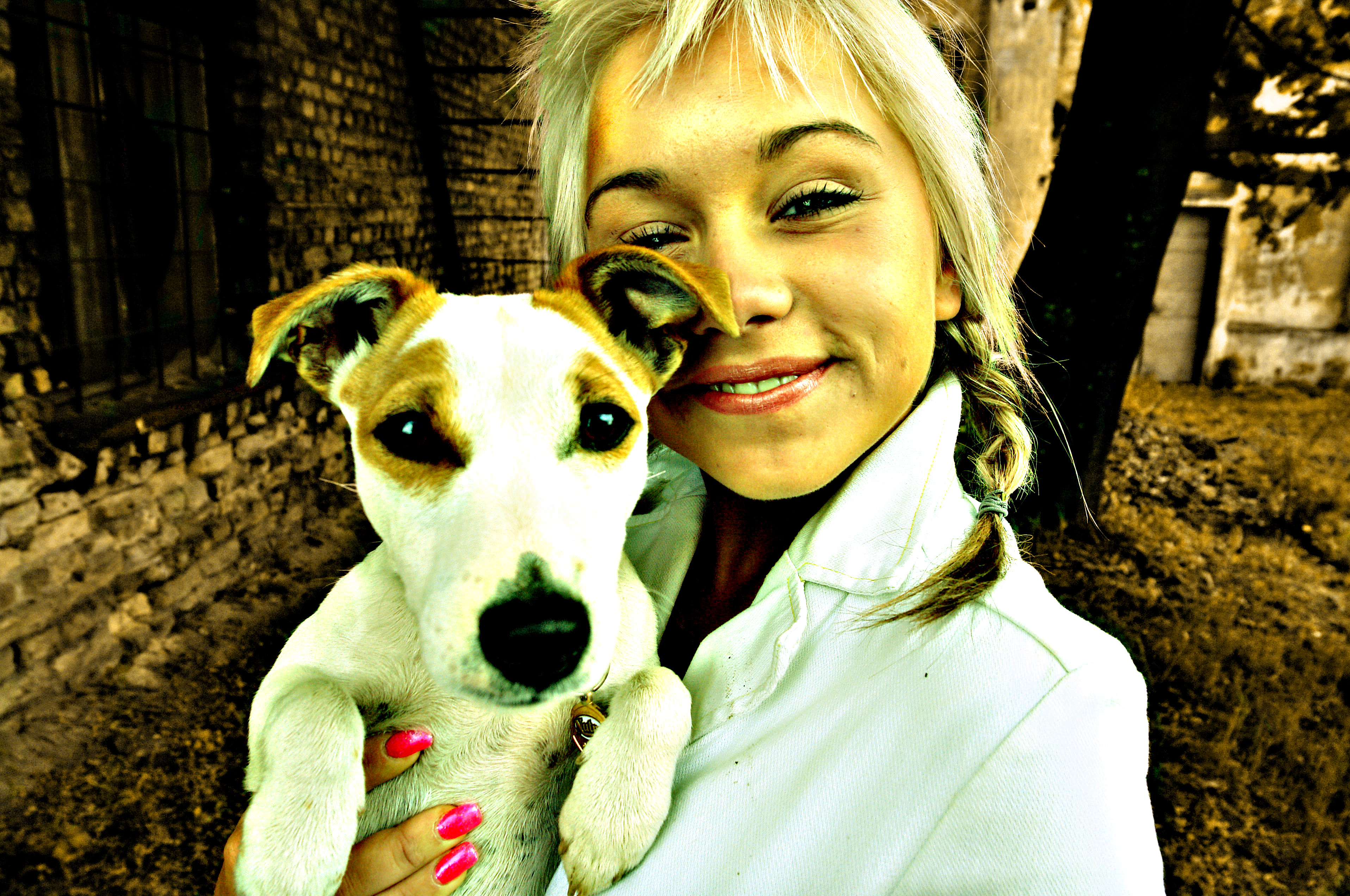
Aisha, 2006

W 2006 nagrała z zespołem Opus Pro swój debiutancki album studyjny, zatytułowany Tu un es. Jesienią kolejnego roku wzięła udział w programie rozrywkowym Divas zvaigznes, w którym występowała w parze z Aivarsem Freimanisem. Po zakończeniu emisji programu zdecydowała się na rozpoczęcie kariery solowej.

#### 2008–09:Viss kārtībā, mincītiDvēselīte
W 2008 z piosenką „You Really Got Me Going” wzięła udział w konkursie Eurodziesma, krajowych eliminacjach do 53. Konkursu Piosenki Eurowizji. Na początku lutego wystąpiła w drugim półfinale selekcji i awansowała do finału, w którym zajęła drugie miejsce po zdobyciu 22 721 głosów od telewidzów. Wiosną wzięła udział w drugiej edycji programu Dejo ar zvaigzni, będącego lokalną wersją formatu Dancing with the Stars. Jej partnerem tanecznym był Māri Pūci, z którym zajęła drugie miejsce w finale. W maju wydała swoją pierwszą solową płytę studyjną zatytułowaną Viss kārtībā, mincīt. Pod koniec roku z utworem „Hey hey hey hey”, nagranym we współpracy z zespołem G-Point, została zakwalifikowana do udziału w krajowych eliminacjach eurowizyjnych Eurodziesma. Pod koniec lutego pomyślnie przeszła przez półfinał i awansowała do finału, w którym zajęła czwarte miejsce. W tym samym roku wzięła udział na festiwalu New Wave w Jurmale, na którym zajęła szóste miejsce z piosenką „Me and Bobby McGee” ex eaquo z białoruskim piosenkarzem Makssem Lorenssem. We wrześniu wydała drugi album studyjny, zatytułowany Dvēselīte.

#### 2010: Konkurs Piosenki Eurowizji
W styczniu 2010 z piosenką „What For?” została ogłoszona jedną z finalistek krajowych eliminacji eurowizyjnych Eurodziesma 2010. Pod koniec lutego wystąpiła w finale selekcji i zdobyła największe poparcie jurorów oraz telewidzów, dzięki czemu została reprezentantką Łotwy podczas 55. Konkursu Piosenki Eurowizji w Oslo. 25 maja wystąpiła jako szósta w kolejności podczas pierwszego półfinału i zajęła w nim ostatnie, 17. miejsce z 11 punktami na koncie, przez co nie awansowała do finału. Pod koniec lipca zajęła pierwsze miejsce na Bałtyckim Festiwalu Piosenki w Karlshamn za wykonanie utworów „What For?” i „You Really Got Me Going”.

#### Od 2011:GrāmatzīmeiMežā
W 2012 wydała trzeci album studyjny, zatytułowany Grāmatzīme. W listopadzie 2013 zaprezentowała czwartą płytę, zatytułowana Mežā.

## Dyskografia

### Albumy studyjne

#### Solowe
- Viss kārtībā, Mincīt! (2008)
- Dvēselīte (2009)
- Grāmatzīme (2012)
- Mežā (2013)

#### Nagrane z Opus Pro
- Tu un es (2006)